# Sparreholms landskommun
Sparreholms landskommun var en tidigare kommun i Södermanlands län.

## Administrativ historik
Kommunen inrättades som storkommun vid kommunreformen 1952 genom sammanläggning av de tidigare kommunerna Helgesta, Hyltinge och Årdala. Den fick sitt namn efter Sparreholm för vilket Sparreholms municipalsamhälle inrättats i Hyltinge landskommun 23 mars 1918 och som upplöstes i denna kommun vid utgången av 1952.
Kommunen ägde bestånd fram till 1 januari 1965, då den inkorporerades i Flens stad. Området ingår numera i Flens kommun.
Kommunkoden var 0423.

### Kyrklig tillhörighet
I kyrkligt hänseende tillhörde kommunen församlingarna Helgesta, Hyltinge och Årdala.

## Geografi
Sparreholms landskommun omfattade den 1 januari 1952 en areal av 226,88 km², varav 177,23 km² land. Efter nymätningar och arealberäkningar färdiga den 1 januari 1961 omfattade landskommunen samma datum en areal av 228,03 km², varav 180,43 km² land.

### Tätorter i kommunen 1960
| Tätort     | Folkmängd |
| ---------- | --------- |
| Sparreholm | 974       |
| Skebokvarn | 344       |

Tätortsgraden i kommunen var den 1 november 1960 46,2 procent.

## Politik

### Mandatfördelning i valen 1950-1962
| 16 | 8 | 4 | 2 |

| 28 |

| 15 | 7 | 4 | 4 |

| 27 |

| 15 | 8 | 3 | 4 |

| 27 |

| 16 | 7 | 3 | 4 |

| 27 |